# برلهين
برلهين  قرية سوريّة تتبع إداريّاً لمحافظة حلب منطقة الباب ناحية تادف، بلغ تعداد سكانها 2,367 نسمة حسب التعداد السكاني لعام 2004.